# Hugh Percy, III duca di Northumberland
Hugh Percy, III duca di Northumberland (20 aprile 1785 – Alnwick, 11 febbraio 1847), è stato un politico inglese.

## Biografia
Era il figlio di Hugh Percy, II duca di Northumberland, e di sua moglie Lady Frances Julia, figlia di Peter Burrell. Studiò a Eton e all'Università di Cambridge.

## Carriera politica
Fu deputato per Buckingham nel mese di luglio 1806. Nel settembre dello stesso anno è stato eletto membro per la City of Westminster, alla morte di Charles James Fox. Nel 1807 si offrì come candidato per la contea di Northumberland in opposizione a Charles, Lord Howick (dopo II conte Grey), che rifiutò di contestare la sede. Nel 1812, entrò nella Camera dei lord. Nel 1817 succedette al padre come duca di Northumberland. Ha prestato servizio come ambasciatore straordinario presso l'incoronazione di Carlo X di Francia nel 1825. Nel mese di marzo 1829 è stato nominato Lord luogotenente d'Irlanda,  sotto il duca di Wellington, incarico che ha ricoperto fino all'anno successivo.

## Matrimonio
Nel 1817 sposò Lady Charlotte Clive. Non ebbero figli.

## Morte
Morì ad Alnwick nel febbraio del 1847, a 51 anni; le sue spoglie furono trasportate a Londra in treno il 19 febbraio, per essere sepolto nell'Abbazia di Westminster.

## Ascendenza
|                                        |               |                                        | Genitori                             |  |  | Nonni |  |  | Bisnonni          |  |  | Trisnonni                    |  |
|                                        |               |                                        |                                      |  |  |       |  |  | Langdale Smithson |  |  | Hugh Smithson, III baronetto |  |
|                                        |               |                                        |                                      |  |  |       |  |  | Langdale Smithson |  |  | Hugh Smithson, III baronetto |  |
|                                        |               | Jane Langdale                          |                                      |  |  |       |  |  | Langdale Smithson |  |  |                              |  |
| Hugh Percy, I duca di Northumberland   |               |                                        |                                      |  |  |       |  |  | Langdale Smithson |  |  |                              |  |
|                                        |               | Philadelphia Reveley                   | William Reveley                      |  |  |       |  |  |                   |  |  |                              |  |
|                                        |               | Philadelphia Reveley                   | William Reveley                      |  |  |       |  |  |                   |  |  |                              |  |
|                                        |               | Philadelphia Reveley                   | Margery Willey                       |  |  |       |  |  |                   |  |  |                              |  |
| Hugh Percy, II duca di Northumberland  |               | Philadelphia Reveley                   |                                      |  |  |       |  |  |                   |  |  |                              |  |
|                                        |               | Algernon Seymour, VII duca di Somerset | Charles Seymour, VI duca di Somerset |  |  |       |  |  |                   |  |  |                              |  |
|                                        |               | Algernon Seymour, VII duca di Somerset | Charles Seymour, VI duca di Somerset |  |  |       |  |  |                   |  |  |                              |  |
|                                        |               | Algernon Seymour, VII duca di Somerset | Elizabeth Percy, baronessa Percy     |  |  |       |  |  |                   |  |  |                              |  |
| Elizabeth Seymour, II baronessa Percy  |               | Algernon Seymour, VII duca di Somerset |                                      |  |  |       |  |  |                   |  |  |                              |  |
|                                        |               | Frances Thynne                         | Henry Thynne                         |  |  |       |  |  |                   |  |  |                              |  |
|                                        |               | Frances Thynne                         | Henry Thynne                         |  |  |       |  |  |                   |  |  |                              |  |
|                                        |               | Frances Thynne                         | Grace Strode                         |  |  |       |  |  |                   |  |  |                              |  |
| Hugh Percy, III duca di Northumberland |               | Frances Thynne                         |                                      |  |  |       |  |  |                   |  |  |                              |  |
|                                        | Peter Burrell | Peter Burrell                          |                                      |  |  |       |  |  |                   |  |  |                              |  |
|                                        | Peter Burrell | Peter Burrell                          |                                      |  |  |       |  |  |                   |  |  |                              |  |
|                                        | Peter Burrell | Isabella Merrik                        |                                      |  |  |       |  |  |                   |  |  |                              |  |
| Peter Burrell                          | Peter Burrell |                                        |                                      |  |  |       |  |  |                   |  |  |                              |  |
|                                        |               | Amy Raymond                            | Hugh Raymond                         |  |  |       |  |  |                   |  |  |                              |  |
|                                        |               | Amy Raymond                            | Hugh Raymond                         |  |  |       |  |  |                   |  |  |                              |  |
|                                        |               | Amy Raymond                            | Dinah Jones                          |  |  |       |  |  |                   |  |  |                              |  |
| Frances Julia Burrell                  |               | Amy Raymond                            |                                      |  |  |       |  |  |                   |  |  |                              |  |
|                                        |               | John Lewis                             | …                                    |  |  |       |  |  |                   |  |  |                              |  |
|                                        |               | John Lewis                             | …                                    |  |  |       |  |  |                   |  |  |                              |  |
|                                        |               | John Lewis                             | …                                    |  |  |       |  |  |                   |  |  |                              |  |
| Elizabeth Lewis                        |               | John Lewis                             |                                      |  |  |       |  |  |                   |  |  |                              |  |
|                                        |               | …                                      | …                                    |  |  |       |  |  |                   |  |  |                              |  |
|                                        |               | …                                      | …                                    |  |  |       |  |  |                   |  |  |                              |  |
|                                        |               | …                                      | …                                    |  |  |       |  |  |                   |  |  |                              |  |
|                                        |               | …                                      |                                      |  |  |       |  |  |                   |  |  |                              |  |